# Тур Зеландии 2009
2-й выпуск Тура Зеландии — шоссейной многодневной велогонки по дорогам нидерландской провинции Зеландия. Гонка прошла с 12 по 14 июня 2009 года в рамках Европейского тура UCI 2009. Победу одержал американский велогонщик Тайлер Фаррар из команды «Garmin-Slipstream».

## Участники
В гонке приняли участие 19 команд: 2 команды категории UCI ProTeam, 8 проконтинентальных команд, 8 континентальных, а также сборная Нидерландов. Всего на старт соревнования вышли 156 гонщиков. До финиша доехали 88 спортсменов.
| UCI ProTeams (3)- Garmin-Slipstream - Silence-Lotto - Rabobank UCI Professional Continental Teams (9)- Barloworld - Cervélo TestTeam - Contentpolis-Ampo - Landbouwkrediet-Colnago - LPR Brakes-Farnese Vini - PSK Whirlpool-Author - Skil-Shimano - Topsport Vlaanderen-Mercator - Vacansoleil UCI Continental Teams (7)- BKCP-Powerplus - Jo Piels - KrolStonE Continental Team - Palmans Cras - Sunweb Pro Job - Van Vliet EBH Elshof - Veranda´s Willems Национальная сборная- Нидерланды |
| |

## Маршрут
Маршрут гонки состоял из пролога и двух равнинных этапов общей протяжённостью 389,8 километра.
| Этап   | Дата   | Маршрут             | type                    | Длина (км) | Победитель         | Лидер генеральной классификации |
| ------ | ------ | ------------------- | ----------------------- | ---------- | ------------------ | ------------------------------- |
| Пролог | 12 июн | Хюлст – Хюлст       | индивидуальная разделка | 2,7        | Тайлер Фаррар      | Тайлер Фаррар                   |
| 1      | 13 июн | Мидделбург – Гус    | равнинный               | 181,7      | Алессандро Петакки | Тайлер Фаррар                   |
| 2      | 14 июн | Тернёзен – Тернёзен | равнинный               | 185,9      | Роберт Вагнер      | Тайлер Фаррар                   |

## Лидеры классификаций
| Этап   |                         | Победитель _       | Генеральная классификация | Очковая       | Спринтерская  | Молодёжная    | Командная по времени _ |
| ------ | ----------------------- | ------------------ | ------------------------- | ------------- | ------------- | ------------- | ---------------------- |
| Пролог | индивидуальная разделка | Тайлер Фаррар      | Тайлер Фаррар             | Тайлер Фаррар | Тайлер Фаррар | Тайлер Фаррар | Нидерланды             |
| 1      | равнинный               | Алессандро Петакки | Тайлер Фаррар             | Тайлер Фаррар | Тайлер Фаррар | Тайлер Фаррар | Нидерланды             |
| 2      | равнинный               | Роберт Вагнер      | Тайлер Фаррар             | Тайлер Фаррар | Тайлер Фаррар | Тайлер Фаррар | Нидерланды             |
| Итог   | Итог                    |                    | Тайлер Фаррар             | Тайлер Фаррар | Тайлер Фаррар | Тайлер Фаррар | Нидерланды             |

## Итоговое положение
| \| Генеральная классификация \| Генеральная классификация \| Генеральная классификация \| Генеральная классификация \| Генеральная классификация \| \| Гонщик \| Гонщик \| Команда \| Время \| \| \| ------------------------- \| ------------------------- \| ------------------------- \| ------------------------- \| ------------------------- \| \| 1-й \| Тайлер Фаррар \| Garmin-Slipstream \| 8ч 13' 33 \| \| \| 2-й \| Алессандро Петакки \| LPR Brakes-Farnese Vini \| + 11 \| \| \| 3-й \| Роберт Вагнер \| Skil-Shimano \| + 13 \| \| \| 4-й \| Андре Шульце \| PSK Whirlpool-Author \| + 20 \| \| \| 5-й \| Джереми Хант \| Cervélo TestTeam \| + 21 \| \| \| 6-й \| Михель Элийзен \| Silence-Lotto \| + 21 \| \| \| 7-й \| Бобби Траксел \| Vacansoleil \| + 22 \| \| \| 8-й \| Дэвид Бучер \| Landbouwkrediet-Colnago \| + 22 \| \| \| 9-й \| Роберт Хантер \| Barloworld \| + 23 \| \| \| 10-й \| Себастьян Лангевелд \| Rabobank \| + 23 \| \| |                     |                         |           |
| |                     |                         |           |
| |                     |                         |           |
| Генеральная классификация |                     |                         |           |
| Гонщик | Гонщик              | Команда                 | Время     |
| 1-й | Тайлер Фаррар       | Garmin-Slipstream       | 8ч 13' 33 |
| 2-й | Алессандро Петакки  | LPR Brakes-Farnese Vini | + 11      |
| 3-й | Роберт Вагнер       | Skil-Shimano            | + 13      |
| 4-й | Андре Шульце        | PSK Whirlpool-Author    | + 20      |
| 5-й | Джереми Хант        | Cervélo TestTeam        | + 21      |
| 6-й | Михель Элийзен      | Silence-Lotto           | + 21      |
| 7-й | Бобби Траксел       | Vacansoleil             | + 22      |
| 8-й | Дэвид Бучер         | Landbouwkrediet-Colnago | + 22      |
| 9-й | Роберт Хантер       | Barloworld              | + 23      |
| 10-й | Себастьян Лангевелд | Rabobank                | + 23      |

| Очковая классификация | Очковая классификация | Очковая классификация   | Очковая классификация | Очковая классификация |
| Гонщик                | Гонщик                | Команда                 | Очки                  |                       |
| --------------------- | --------------------- | ----------------------- | --------------------- | --------------------- |
| 1-й                   | Тайлер Фаррар         | Garmin-Slipstream       | 71 очков              |                       |
| 2-й                   | Алессандро Петакки    | LPR Brakes-Farnese Vini | 52 очков              |                       |
| 3-й                   | Баден Кук             | Vacansoleil             | 38 очков              |                       |

| Очковая классификация | Очковая классификация | Очковая классификация   | Очковая классификация | Очковая классификация |
| Гонщик                | Гонщик                | Команда                 | Очки                  |                       |
| --------------------- | --------------------- | ----------------------- | --------------------- | --------------------- |
| 1-й                   | Тайлер Фаррар         | Garmin-Slipstream       | 71 очков              |                       |
| 2-й                   | Алессандро Петакки    | LPR Brakes-Farnese Vini | 52 очков              |                       |
| 3-й                   | Баден Кук             | Vacansoleil             | 38 очков              |                       |

| Спринтерская классификация | Спринтерская классификация | Спринтерская классификация | Спринтерская классификация | Спринтерская классификация |
| Гонщик                     | Гонщик                     | Команда                    | Очки                       |                            |
| -------------------------- | -------------------------- | -------------------------- | -------------------------- | -------------------------- |
| 1-й                        | Тайлер Фаррар              | Garmin-Slipstream          | 12 очков                   |                            |
| 2-й                        | Бобби Траксел              | Vacansoleil                | 5 очков                    |                            |
| 3-й                        | Андре Шульце               | PSK Whirlpool-Author       | 3 очков                    |                            |

| Спринтерская классификация | Спринтерская классификация | Спринтерская классификация | Спринтерская классификация | Спринтерская классификация |
| Гонщик                     | Гонщик                     | Команда                    | Очки                       |                            |
| -------------------------- | -------------------------- | -------------------------- | -------------------------- | -------------------------- |
| 1-й                        | Тайлер Фаррар              | Garmin-Slipstream          | 12 очков                   |                            |
| 2-й                        | Бобби Траксел              | Vacansoleil                | 5 очков                    |                            |
| 3-й                        | Андре Шульце               | PSK Whirlpool-Author       | 3 очков                    |                            |

| Молодёжная классификация | Молодёжная классификация | Молодёжная классификация | Молодёжная классификация | Молодёжная классификация |
| Гонщик                   | Гонщик                   | Команда                  | Время                    |                          |
| ------------------------ | ------------------------ | ------------------------ | ------------------------ | ------------------------ |
| 1-й                      | Тайлер Фаррар            | Garmin-Slipstream        | 8ч 13' 33                |                          |
| 2-й                      | Себастьян Лангевелд      | Rabobank                 | + 23                     |                          |
| 3-й                      | Мартин Реймер            | Cervélo TestTeam         | + 23                     |                          |

| Молодёжная классификация | Молодёжная классификация | Молодёжная классификация | Молодёжная классификация | Молодёжная классификация |
| Гонщик                   | Гонщик                   | Команда                  | Время                    |                          |
| ------------------------ | ------------------------ | ------------------------ | ------------------------ | ------------------------ |
| 1-й                      | Тайлер Фаррар            | Garmin-Slipstream        | 8ч 13' 33                |                          |
| 2-й                      | Себастьян Лангевелд      | Rabobank                 | + 23                     |                          |
| 3-й                      | Мартин Реймер            | Cervélo TestTeam         | + 23                     |                          |

| Командная классификация по времени | Командная классификация по времени | Командная классификация по времени | Командная классификация по времени |
| Команда                            | Команда                            | Время                              |                                    |
| ---------------------------------- | ---------------------------------- | ---------------------------------- | ---------------------------------- |
| 1-й                                | Нидерланды                         | 24ч 41' 46                         |                                    |
| 2-й                                | Cervélo TestTeam                   | + 4                                |                                    |
| 3-й                                | Vacansoleil                        | + 13                               |                                    |

| Командная классификация по времени | Командная классификация по времени | Командная классификация по времени | Командная классификация по времени |
| Команда                            | Команда                            | Время                              |                                    |
| ---------------------------------- | ---------------------------------- | ---------------------------------- | ---------------------------------- |
| 1-й                                | Нидерланды                         | 24ч 41' 46                         |                                    |
| 2-й                                | Cervélo TestTeam                   | + 4                                |                                    |
| 3-й                                | Vacansoleil                        | + 13                               |                                    |